# Ustrój polityczny Iranu
Ustrój polityczny Iranu – to w początkach istnienia państwa perskiego monarchia despotyczna. W czasie najazdu arabskiego i rozwoju ekspansji islamu w tym regionie szach (tytuł monarszy w Persji) był zmuszony zrezygnować ze swego despotyzmu i współpracować z przywódcami plemiennymi, mułłami, gildiami kupieckimi i rzemieślnikami. W epoce kolonizacji szach dodatkowo musiał lawirować pomiędzy dyplomacją brytyjską i radziecką. Reza Szah Pahlawi zmienił nazwę Persji na Iran, a jego syn (Mohammed Reza Pahlawi) za pomocą wojsk Stanów Zjednoczonych wprowadził system absolutystyczny.

## Ustrój polityczny Iranu od 1979

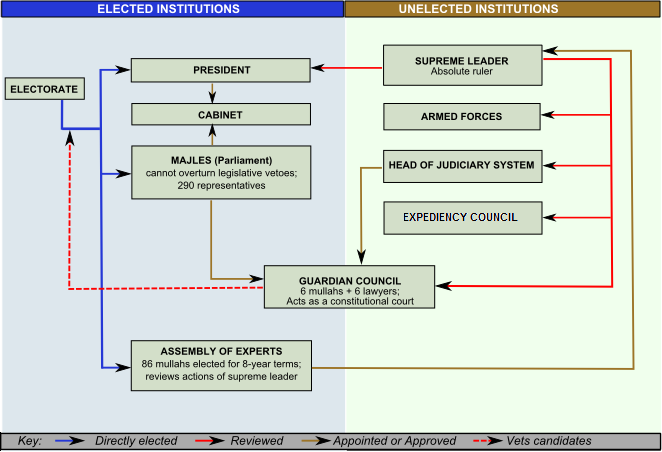
Ustrój polityczny Iranu

Struktura władzy w Iranie

1 kwietnia 1979 proklamowano w wyniku rewolucji islamskiej Islamską Republikę Iranu. Przyjęto ustrój polityczny republiki islamskiej, łączący elementy nowoczesnej demokracji z religijną dyktaturą. Z jednej strony Iran ma parlament i prezydenta wybierane w wyborach powszechnych, zna instytucję referendum, zaś władza opiera się na nowoczesnej zasadzie trójpodziału, z drugiej jednak wszystko pozostaje pod nadzorem autorytetów religijnych. Najważniejsze organy nadzoru religijnego to welajat e faghih – teolog szyicki będący głową państwa oraz Rada Strażników, spełniająca funkcję trybunału konstytucyjnego, w tym badająca zgodność prawa stanowionego z zasadami islamu. Wprowadzono surowe prawa wzorowane na szariacie.
Iran propaguje swój kraj jako "Pierwszą demokrację" na Bliskim Wschodzie, gdyż nie ma u nich dyskryminacji narodowych (np. Izrael – Palestyńczycy; Irak i Turcja – Kurdowie), a rewolucję islamską chce rozprzestrzenić na inne państwa świata (podobnie jak ZSRR miało nieść rewolucję ludową).